# Działko N-37
N-37 – automatyczne działko lotnicze konstrukcji radzieckiej.

## Historia
Opracowana przez A. Suwanowa, W. Niemianowa, A. Richtera i P. Golikowa. Od 1946 roku zastępowało działko NS-37, które okazało się nieskuteczne przeciw celom opancerzonym i miało za małą szybkostrzelność by być skuteczną bronią przeciw samolotom wroga.
Działko N-37 używało krótszego naboju, dzięki czemu możliwe było stworzenie lżejszej konstrukcji (30% z, za cenę prędkości wylotowej zmniejszonej o 23%). Zmniejszył się też odrzut, a znacząco zwiększyła szybkostrzelność. Działko, jak na swój kaliber było dość lekkie (103 kg) i o znacznej szybkostrzelności (400 strz./min), która jednak pozostawała niedostateczna w warunkach szybkiej walki powietrznej. Podobnie jak w NS-37, pojedyncze trafienie na ogół wystarczało by zniszczyć nieprzyjacielski bombowiec.
Waga broni i naboju nie pozwalała na zabranie dużej ilości amunicji (MiG-15 przenosił 40 nabojów 37 mm i po 80 nabojów 23 mm na działko). Taką samą liczbę naboi przenosił MiG-17; wczesne wersje Jaka-25 miały dwa działka N-37 z zapasem po 100 nabojów na lufę.
Bardziej kłopotliwy był wciąż duży odrzut, ponadto gazy wylotowe dławiły silniki odrzutowe (problem szczególnie w MiGu-9, który miał armatę zamontowaną w przegrodzie silnika), co spowodowało kilka katastrof. W lawetach samolotów zastąpione zazwyczaj przez działko NR-23.
Działko N-37D było produkowane na licencji również w Polsce przez ZM Tarnów.